# Western Bahr el Ghazal
Western Bahr el Ghazal er en delstat i Sydsudan, med et areal på 93.900 km² og en befolkning på 600.000 i 2020. Den er en del af regionen Bahr el Ghazal. Hovedstaden er byen Waw. Staten grænser op til Sudan mod nord og Den Centralafrikanske Republik mod vest. Den del, der nu er besat af Raga County (udtales 'Raja'), er den sydlige del af den historiske region kendt som "Dar Fertit".

## Geografi
Western Bahr el Ghazal  grænser op til Northern Bahr el Ghazal og Warrap mod vest og Western Equatoria mod syd. Mod nord grænser det op til staterne Syddarfur og Østdarfur i Sudan. Mod vest grænser det op til Haute-Kotto og Haut-Mbomou i Den Centralafrikanske Republik. Det gør krav på Kafia Kingi, selvom dette bestrides af Sudans regering, som hævder, at området er en del af Syddarfur. Floden Lol krydser gennem staten.

## Amter
Western Bahr el Ghazal er inddelt i tre amter.
| Amt       | Areal (km2) | Befolkning tælling 2008 |  |
| --------- | ----------- | ----------------------- |  |
| Jur River | 10.032,22   | 127.771                 |  |
| Raga      | 61.792,46   | 54.340                  |  |
| Wau       | 19.251,27   | 151,320                 |  |

Syd Sudan gør krav på  Kafia Kingi som en del af Western Bahr el Ghazal, mens Sudan betragter det som en del af Syddarfur.